# IV Liga Portuguesa de Futebol Americano
A IV Liga Portuguesa de Futebol Americano foi disputada durante o ano de 2013 por 10 equipas. Devido ao numero recorde de inscritos, pela 1ª vez a competição foi divida em duas Conferências, Norte e Sul.
Em relação à edição anterior, registaram-se as entradas das equipas Canidelo Celtics, Porto Mutts, Algarve Pirates e Santa Iria Wolves, sendo que a equipa do Candal Kings foi a única saída.
Os Porto Mutts viriam a vencer a conferência Norte no seu ano de estreia, perdendo depois a final para os Lisboa Navigators que se sagraram tetra-campeões, vencendo todas a edições até aí disputadas.

## Participantes

### Conferência Norte
| Equipa                          | Cidade                 | Estádio                                  |
| ------------------------------- | ---------------------- | ---------------------------------------- |
| Altis Paredes Lumberjacks       | Paredes                | Cidade Desportiva de Paredes             |
| Black Ravens Football Americano | Santiago de Compostela | Campo Colexiata de Sar                   |
| Canidelo Celtics                | Canidelo               | Parque de Jogos Manoel Marques Gomes     |
| Maximinos Warriors              | Maximinos              | Campo do Clube Desportivo de Gondizalves |
| Porto Mutts                     | Porto                  | Complexo Desportivo Campanhã             |
| Porto Renegades                 | Porto                  | Campo de Treinos do Estádio do Bessa     |

### Conferência Sul
| Equipa                   | Cidade              | Estádio                                   |
| ------------------------ | ------------------- | ----------------------------------------- |
| Algarve Pirates          | Portimão            | Complexo Desportivo da Mexilhoeira Grande |
| Lisboa Navigators        | Lisboa              | Estádio Universitário de Lisboa           |
| Lisbon Casuals Crusaders | Carcavelos          | Saint Julian's School                     |
| Santa Iria Wolves        | Santa Iria de Azoia | Campo de Jogos Tomaz Reynolds             |

## Fase regular

### Resultados
| Data       | Visitado                  | Res        | Visitante                 |
| 1ª Jornada | 1ª Jornada                | 1ª Jornada | 1ª Jornada                |
| ---------- | ------------------------- | ---------- | ------------------------- |
| 05-01-2013 | Maximinos Warriors        | 34 : 0     | Canidelo Celtics          |
| 06-01-2013 | Santa Iria Wolves         | 18 : 0     | Algarve Pirates           |
| 06-01-2013 | Porto Renegades           | 6 : 41     | Porto Mutts               |
| 13-01-2013 | Lisbon Casuals Crusaders  | 12 : 61    | Lisboa Navigators         |
| 13-01-2013 | Galiza Black Ravens       | 15 : 20    | Altis Paredes Lumberjacks |
| 2ª Jornada |                           |            |                           |
| 20-01-2013 | Porto Mutts               | 54 : 0     | Santa Iria Wolves         |
| 26-01-2013 | Algarve Pirates           | 0 : 80     | Lisbon Casuals Crusaders  |
| 27-01-2013 | Porto Renegades           | 0 : 30     | Altis Paredes Lumberjacks |
| 02-02-2013 | Lisboa Navigators         | 27 : 7     | Maximinos Warriors        |
| 03-02-2013 | Canidelo Celtics          | 66 : 26    | Galiza Black Ravens       |
| 3ª Jornada |                           |            |                           |
| 03-02-2013 | Altis Paredes Lumberjacks | 7 : 13     | Porto Mutts               |
| 09-02-2013 | Algarve Pirates           | 33 : 15    | Santa Iria Wolves         |
| 17-02-2013 | Lisboa Navigators         | 32 : 44    | Lisbon Casuals Crusaders  |
| 17-02-2013 | Canidelo Celtics          | 15 : 16    | Porto Renegades           |
| 24-02-2013 | Galiza Black Ravens       | 13 : 36    | Maximinos Warriors        |
| 4ª Jornada |                           |            |                           |
| 02-03-2013 | Lisboa Navigators         | 52 : 0     | Algarve Pirates           |
| 03-03-2013 | Porto Mutts               | 20 : 23    | Canidelo Celtics          |
| 03-03-2013 | Lisbon Casuals Crusaders  | 76 : 6     | Santa Iria Wolves         |
| 09-03-2013 | Maximinos Warriors        | 40 : 0     | Altis Paredes Lumberjacks |
| 10-03-2013 | Porto Renegades           | 22 : 0     | Galiza Black Ravens       |
| 5ª Jornada |                           |            |                           |
| 17-03-2013 | Santa Iria Wolves         | 21 : 50    | Canidelo Celtics          |
| 17-03-2013 | Altis Paredes Lumberjacks | 6 : 21     | Lisbon Casuals Crusaders  |
| 23-03-2013 | Maximinos Warriors        | 35 : 0     | Porto Renegades           |
| 24-03-2013 | Galiza Black Ravens       | 0 : 61     | Lisboa Navigators         |
| 24-03-2013 | Algarve Pirates           | 0 : 68     | Porto Mutts               |
| 6ª Jornada |                           |            |                           |
| 06-04-2013 | Lisbon Casuals Crusaders  | 58 : 7     | Porto Renegades           |
| 07-04-2013 | Altis Paredes Lumberjacks | 6 : 8      | Maximinos Warriors        |
| 13-04-2013 | Porto Mutts               | 42 : 0     | Galiza Black Ravens       |
| 13-04-2013 | Canidelo Celtics          | 40 : 14    | Algarve Pirates           |
| 14-04-2013 | Santa Iria Wolves         | 0 : 95     | Lisboa Navigators         |

### Classificação Conferência Norte
| Pos | Equipa                    | J | V | E | D | PM  | PS  |
| 1º  | Porto Mutts               | 6 | 5 | 0 | 1 | 238 | 36  |
| 2º  | Maximinos Warriors        | 6 | 5 | 0 | 1 | 160 | 46  |
| 3º  | Canidelo Celtics          | 6 | 4 | 1 | 1 | 94  | 70  |
| 4º  | Altis Paredes Lumberjacks | 6 | 3 | 0 | 3 | 75  | 141 |
| 5º  | Porto Renegades           | 6 | 2 | 0 | 4 | 55  | 104 |
| 6º  | Galiza Black Ravens       | 6 | 0 | 0 | 6 | 54  | 247 |

     Qualificado para o Playoff

### Classificação Conferência Sul
| Pos | Equipa                   | J | V | E | D | PM  | PS  |
| 1º  | Lisboa Navigators        | 6 | 5 | 0 | 1 | 328 | 62  |
| 2º  | Lisbon Casuals Crusaders | 6 | 5 | 0 | 1 | 291 | 112 |
| 3º  | Santa Iria Wolves        | 6 | 1 | 0 | 5 | 60  | 308 |
| 4º  | Algarve Pirates          | 6 | 1 | 0 | 5 | 47  | 273 |

     Qualificado para o Playoff

## Play-Offs
|  | Meia Final        | Meia Final         | Meia Final        |  |  | Final Conferência | Final Conferência  | Final Conferência |  |  | Final Liga | Final Liga        | Final Liga |
|  |                   |                    |                   |  |  |                   |                    |                   |  |  |            |                   |            |
|  | Conferência Norte | Conferência Norte  | Conferência Norte |  |  | 1                 | Porto Mutts        | 16                |  |  |            |                   |            |
|  | 2                 | Maximinos Warriors | 42                |  |  |                   | Maximinos Warriors | 0                 |  |  |            |                   |            |
|  | 3                 | Canidelo Celtics   | 4                 |  |  |                   |                    |                   |  |  |            | Porto Mutts       | 12         |
|  |                   |                    |                   |  |  |                   |                    |                   |  |  |            | Lisboa Navigators | 20         |
|  | Conferência Sul   | Conferência Sul    | Conferência Sul   |  |  | 1                 | Lisboa Navigators  | 44                |  |  |            |                   |            |
|  | 2                 | Lisboa Crusaders   | 43                |  |  |                   | Lisboa Crusaders   | 19                |  |  |            |                   |            |
|  | 3                 | Santa Iria Wolves  | 3                 |  |  |                   |                    |                   |  |  |            |                   |            |

| Vencedores IV Liga Portuguesa de Futebol Americano |
|                                                    |
| Lisboa Navigators (4º)                             |